# Патрисија Навидад
Ана Патрисија Навидад Лара (шп. Ana Patricia Navidad Lara; рођена 20. маја 1973. у Ел Каризалу, Синалоа) је певачица и глумица из Мексика.

## Биографија
Патрисија је још као дете почела да показује интересовање за музику. Многи сматрају да је била под очевим утицајем. На музичку сцену, амтерски, дебитовала је са својих девет година на школском фестивалу. Са 17 година постала је позната широј јавности учешћем у такмичењу Señorita Sinaloa, чија је главна награда била стипендија Центра за уметничко образовање на телевизији. Почетком 1993. године добија понуде за неколико мексичких филмова.
Од 1997. године до 2008. године са Ренео Касао диговала је у хумористичко-музичкој емисији Пикардиа Мексикана.
У теленовелама почела је да глуми са 25 година, од којих је најпознатија Маријана и Ружна Лети. Иако је глумила у око 15 екранизованих дела, Ана Патрисија није занемарила музичку каријеру. Први студијски албум издала је 1998. године, док је четврти у припреми.

## Дискографија:
| Година: | Назив албума: |
| ------- | ------------- |
| 2008.   |               |
| 2000.   |               |
| 1999.   |               |
| 1998.   |               |

## Филмографија:
| Година:       | Српски назив:       | Оригинални назив: | Улога:                          |
| ------------- | ------------------- | ----------------- | ------------------------------- |
| 2012.         | /                   |                   | Мими                            |
| 2010.         | /                   |                   | Сорајда Демонт де Сарате        |
| 2008.         | /                   | Mujeres asesinas  | Консепсион Конча Харидо         |
| 2008.         | Заувек заљубљени    |                   | Антонија Камперо де Мадригал    |
| 2007.         | /                   |                   | /                               |
| 2006. - 2007. | Ружна Лети          |                   | Алисија Ферејра                 |
| 2005.         | /                   |                   | Дебора                          |
| 2003. - 2004. | Маријана            |                   | Јадира де Гереро                |
| 2002. - 2003. | Стазе љубави        |                   | Росио Сарате                    |
| 2001. - 2002. | Извор               |                   | Марија Магдалена Осуна / Малена |
| 1998. - 1999. | /                   |                   | Химена Чавез                    |
| 1997.         | /                   |                   | Сарита                          |
| 1996.         | /                   |                   | Миреја Мендоса                  |
| 1995. - 1996. | /                   |                   | Клара                           |
| 1994.         | Маримар             |                   | Исабел Естрада                  |
| 1993. - 1994. | Са оне стране моста |                   | Росалија                        |
| 1993.         | /                   |                   | Есмералда                       |
| 1992. - 1993. | /                   |                   | Ирис                            |